# Avicennia schaueriana
Avicennia schaueriana es una especie de manglar perteneciente a la familia Acanthaceae.  Se encuentra en las costas del Océano Atlántico desde Venezuela hasta Brasil.

## Taxonomía
Avicennia schaueriana fue descrita por Stapf & Leechm. ex Moldenke y publicado en Lilloa 4: 336. 1939.
Etimología
Avicennia: nombre genérico otorgado en honor del científico y filósofo persa Avicena.
schaueriana: epíteto otorgado en honor del botánico Johannes Conrad Schauer.
Sinonimia
- Avicennia schaueriana f. candicans Moldenke
- Avicennia schaueriana f. glabrescens Moldenke
- Avicennia tomentosa Schauer[2]